# Джонс, Джонни
Джон Уэсли Джонс (англ. John Wesley Jones; 4 апреля 1958 — 5 марта 2019) — американский легкоатлет, который специализировался в беге на короткие дистанции.

## Биография
Олимпийский чемпион в эстафете 4×100 метров (1976).
На Олимпиаде-76 был шестым в беге на 100 метров.
По завершении легкоатлетической карьеры играл в течение 1980-1987 годов играл в американский футбол в Национальной футбольной лиге.
Умер от рака в возрасте 60 лет.